# Lynn Andersonová
Lynn Andersonová (nepřechýleně Anderson; 26. září 1947, Grand Forks, Severní Dakota, USA – 30. července 2015, Nashville, Tennessee) byla americká zpěvačka. 
Hudbě se věnovala již od dětství díky podpoře svých rodičů (její matkou byla zpěvačka Liz Anderson). Svůj první singl nazvaný „For Better or for Worse“ vydala v roce 1966 a v následujícím roce vyšlo její debutové album. Během sedmdesátých let vydala velké množství další nahrávek, ale její aktivity poklesly během následující dekády. V letech 1968 až 1977 byl jejím manželem autor písní a hudební producent Glenn Sutton. Byla držitelkou mnoha ocenění, včetně ceny Grammy.

## Diskografie
- Ride, Ride, Ride (1967)
- Songs That Made Country Girls Famous (1969)
- Rose Garden (1970)
- You're My Man (1971)
- How Can I Unlove You (1971)
- Cry (1972)
- Listen to a Country Song (1972)
- Keep Me in Mind (1973)
- Top of the World (1973)
- Smile for Me (1974)
- What a Man My Man Is (1974)
- I've Never Loved Anyone More (1975)
- All the King's Horses (1976)
- Wrap Your Love All Around Your Man (1977)
- I Love What Love Is Doing to Me/He Ain't You (1977)
- From the Inside (1978)
- Outlaw Is Just a State of Mind (1979)
- Even Cowgirls Get the Blues (1980)
- Back (1983)
- What She Does Best (1988)
- Cowboy's Sweetheart (1992)
- The Bluegrass Sessions (2004)